# Bertone GB110
La Bertone GB110 est une supercar du constructeur automobile italien Bertone produite à partir de 2024 en une série limitée à 33 exemplaires.

## Présentation

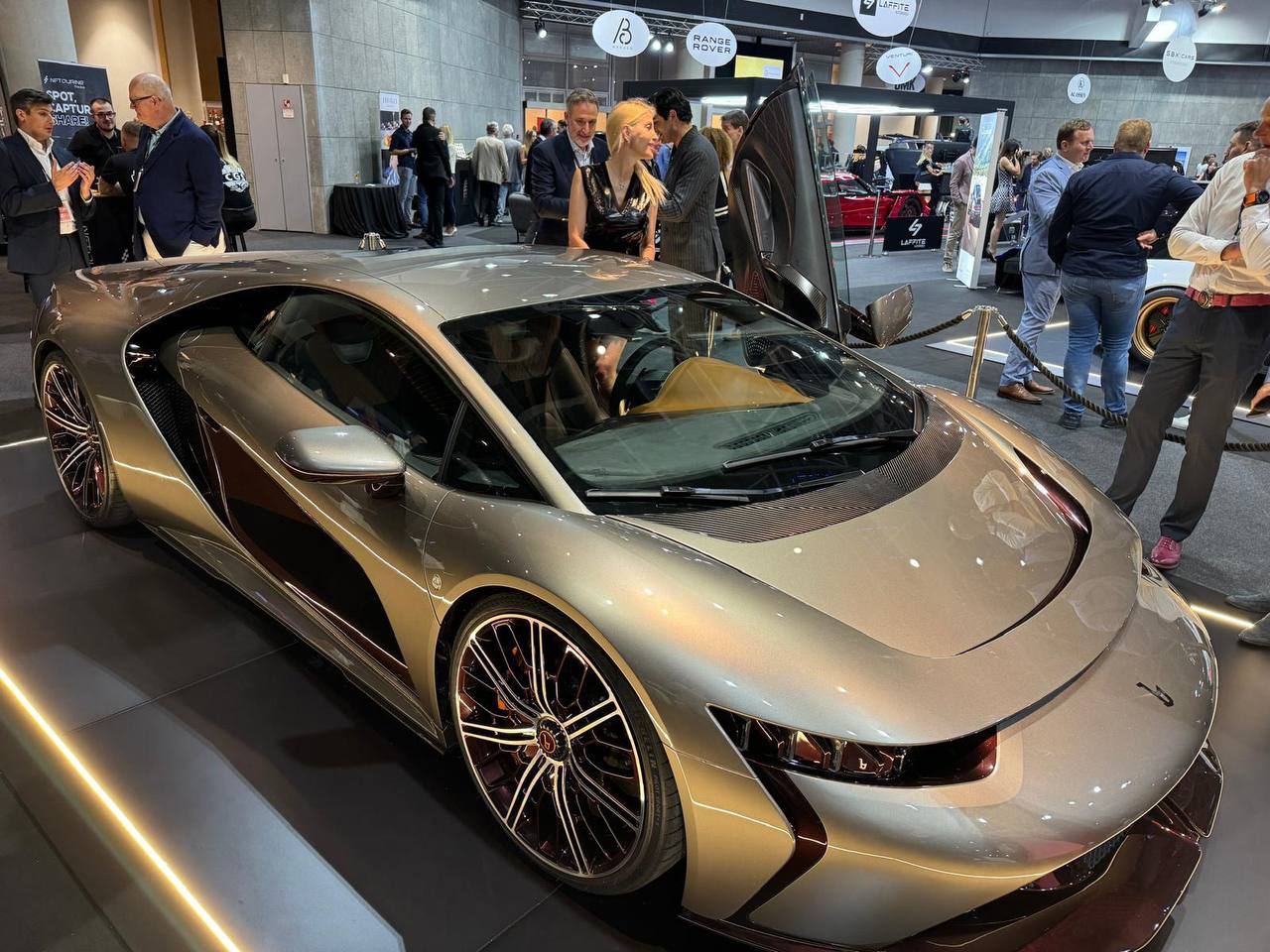
Bertone GB110, Top Marques Monaco, juin 2024.

La Bertone GB110 est présentée le 5 juin 2024 au salon Top Marques Monaco.
Elle rend hommage au 110e anniversaire de la carrosserie Bertone, fondée en 1912 par Giovanni Bertone, d'où son nom GB110.

## Caractéristiques techniques
Il s'agit d'une hypercar à deux places, pesant seulement 1 423 kg et équipée sous le capot d'un V10 biturbo de 5,2 litres, capable de fournir jusqu'à 1124 ch de puissance et 1 100 Nm de couple, des chiffres qui sont déchargés au sol par une transmission automatique à double embrayage à 7 vitesses liée à la traction intégrale, le tout combiné à des freins en carbone-céramique et à des jantes en alliage forgé de 21 pouces à l'avant et de 22 pouces à l'arrière.